# ジュリア・アルプス山脈
ジュリア・アルプス山脈（ジュリア・アルプスさんみゃく、英語: Julian Alps、イタリア語: Alpi Giulie、スロベニア語: Julijske Alpe、フリウリ語: Alps Juliis、ドイツ語: Julische Alpen）は、アルプス山脈の南部石灰岩アルプスの一部を構成する山脈で、イタリア北東部からスロベニアにまたがる。最高峰はスロベニアのトリグラウ山（海抜2,864 m）である。
全域は「中央ヨーロッパ高地」という生物地理区内にあり、「バルカン高地」「中央ヨーロッパ森林」「地中海の硬葉樹林」などにも近接している。ヒグマ、オオヤマネコ、カワウソ、ヤマネコなどが生息している。スロベニアのトリグラウ山および付近のコバリード、ブレッド、ボーヒン一帯は2003年にユネスコの生物圏保護区に指定された。また、イタリアのジュリア・アルプス山脈も2019年にユネスコの生物圏保護区に指定された。

## 名称
古代ローマ時代の紀元前50年、当時ガリア・キサルピナ属州総督であったユリウス・カエサルが、その南麓に都市 Forum Iulii （現在のチヴィダーレ・デル・フリウーリ）を設立したことから、ユリウス（英語形はジュリアス）に因んだ名称が古来使われている。
日本語への転記では、英語表記のジュリアン・アルプス山脈、ドイツ語風表記のユリア・アルプス山脈（Julische Alpen）、スロベニア語風表記のユリスケ・アルプス山脈（Julijske Alpe）も用いられる。

## 文化
当山脈についてはスロベニア出身のドイツ・イタリア登山家のユリウス・クーギー（Julius Kugy）がさまざまな著作を残している。